# Mezinárodní policejní asociace

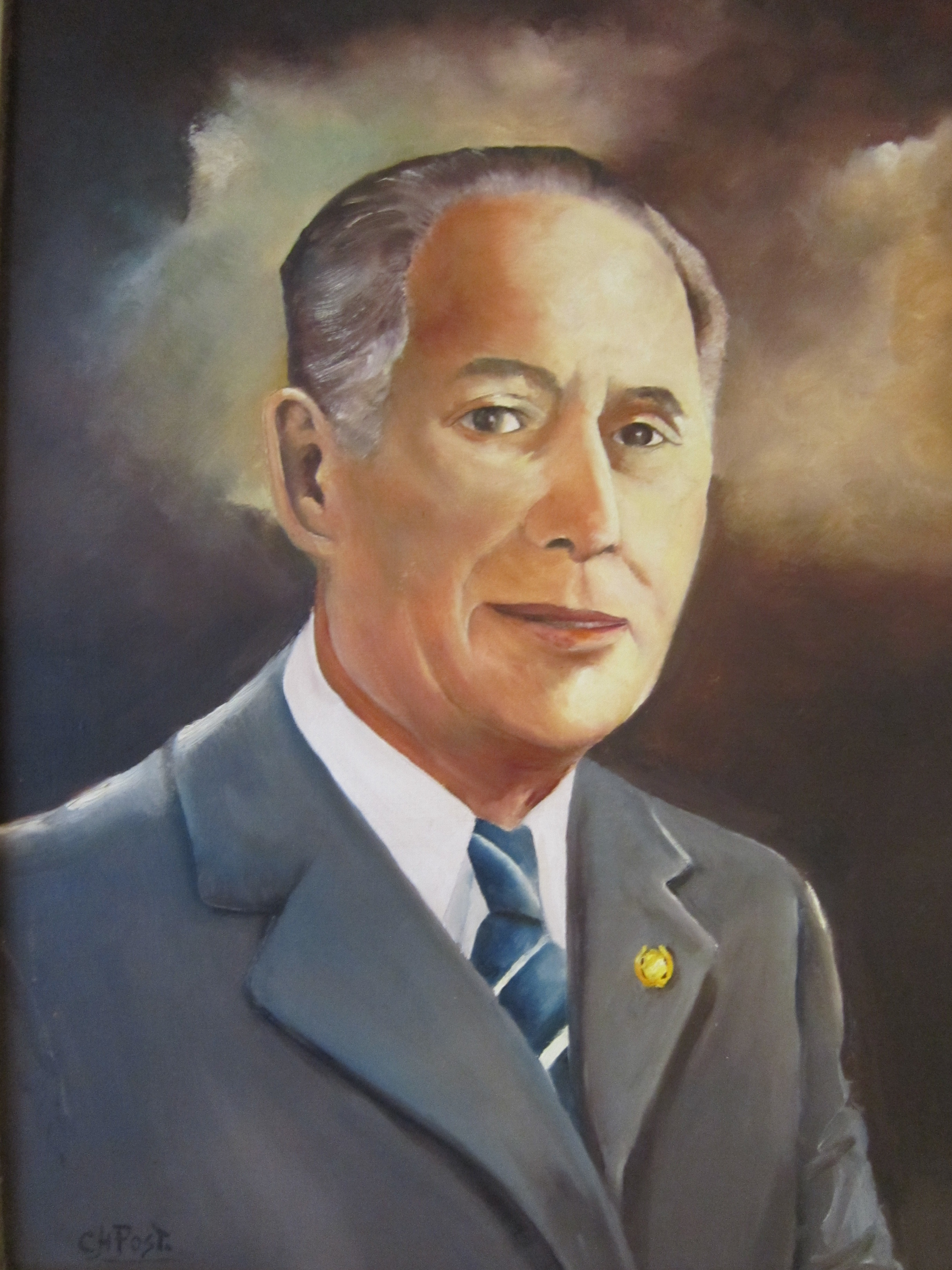
Arthur Troop

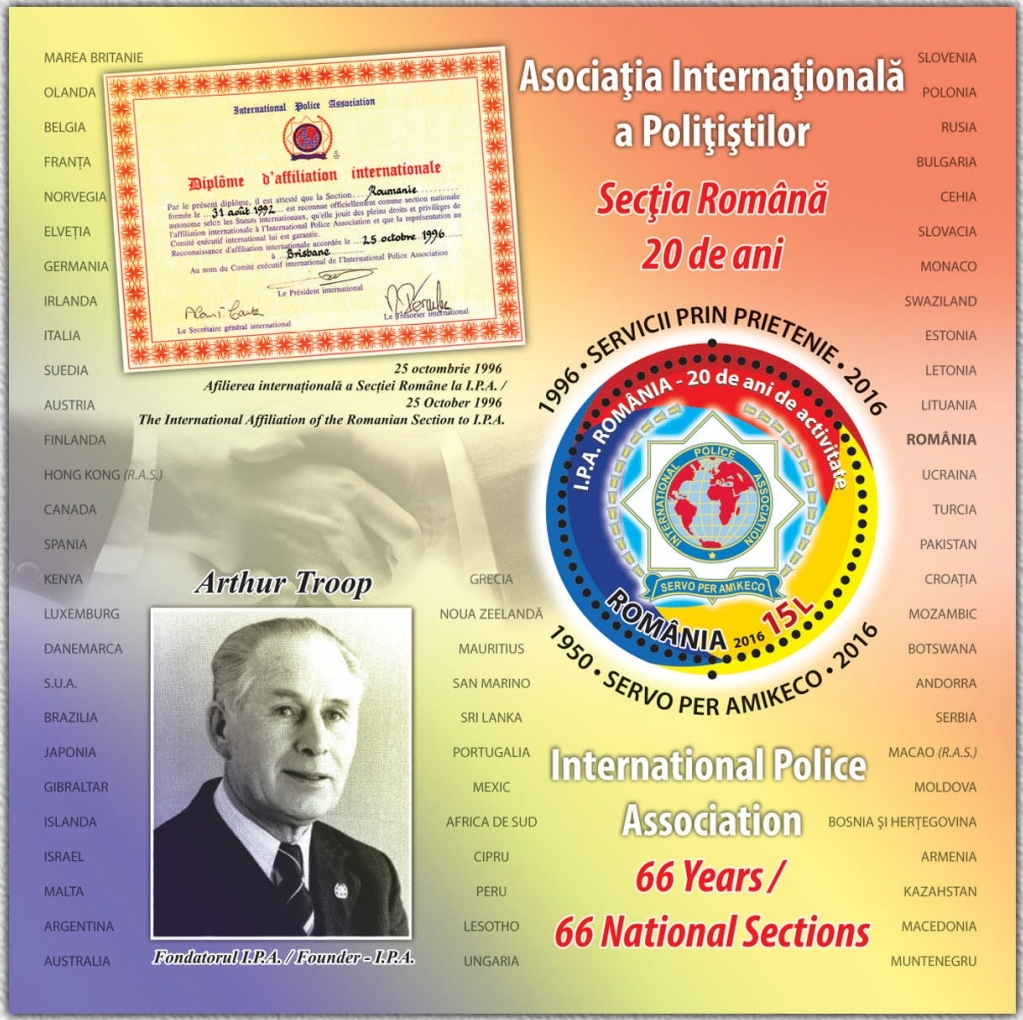
Rumunský aršík z roku 2016 věnovaný 66. výročí IPA a Arthuru Troopovi

Mezinárodní policejní asociace, anglicky International Police Association (IPA), je největší světová organizace sdružující policisty jako jednotlivce.
Založil ji 1. ledna 1950 britský seržant Arthur Troop (1914–2000) s cílem vytvořit přátelské vztahy a podpořit spolupráci mezi policisty. Asociace se dělí do 72 národních sekcí a má více než 360 000 členů a přidružených členů. Česká sekce vznikla v roce 1991.
Znakem asociace je obrázek zeměkoule, v jehož horní části je nápis International Police Association a ve spodní části Servo per Amikeco, což v esperantu znamená Služba skrze přátelství.

## Historie
Mezinárodní policejní asociace – IPA byla založena 1. ledna 1950 britským policejním úředníkem Arthurem Troopem, který chtěl najít způsob pro přátelství a mezinárodní spolupráci mezi policejními úředníky v činné službě či ve výslužbě. Jeho snem bylo založit asociaci, která by rozvíjela sociální, kulturní a profesionální vztahy mezi svými členy bez rozdílu hodnosti, funkce, jazyka, náboženství, světového vyznání či rasy, která by byla politicky i odborně nezávislá a nevázala se na žádnou jinou skupinu či instituci. Jménem IPA nesměla a nesmí být činěna žádná prohlášení k politickým, náboženským nebo rasovým otázkám, aby tak mohla být zachována její deklarovaná nezávislost.
Zcela výstižně je heslem celé asociace „Servo per Amikeco“, což v překladu znamená „Služba přátelstvím". Právě toto heslo je impulsem celé její činnosti.
IPA má postavení nevládní organizace, která má od 5. června 1967 poradní statut u Ekonomické a sociální rady OSN a od 25. července 1977 je zapsána u Rady Evropy s poradním statutem i na listině nestátních mezinárodních organizací.
IPA tak v současné době představuje největší mezinárodní sdružení policejních úředníků, které má za cíl:
- podporovat vzájemné vztahy a vzájemnou pomoc mezi policejními úředníky
- napomáhat a podporovat výměnu zkušeností v policejní oblasti a přispět tak k ulehčení mezinárodní policejní spolupráce
- spoluprací s veřejností ovlivňovat obraz a představy o policii a tak pozitivně působit na vztahy mezi občany a policií
- studijními cestami a setkáními rozšiřovat znalosti svých členů a jejich pochopení pro problémy druhých
- v rámci svých možností být činná a pomáhat v sociální oblasti
- napomáhat k vzájemné toleranci a přispívat k porozumění mezi národy a udržení míru
- posilovat úctu před zákonem a dodržování veřejného pořádku

V současné době je členem IPA 62 zemí s počtem 280 000 registrovaných členů. Členem IPA je např. Německo, Velká Británie, Nizozemsko, Belgie, Francie, Norsko, San Marino, Malta, Seychely, Mauricius, Nový Zéland, Zimbabwe, Nigérie, Argentina, Peru či USA, ale také Česká republika.

## Činnost
IPA je ve veškeré své činnosti plně vázána zásadami Všeobecné deklarace lidských práv, která byla přijata rezolucí č. 217/IIIA Valného shromáždění OSN dne 10. prosince 1948. Deklarace je sice právně nezávazným dokumentem, její politická autorita je však uznávána a plně respektována téměř na celém světě. Proto se den jejího přijetí slaví jako Den lidských práv.
Svou činností se IPA snaží naplňovat výše zmínené cíle. Její faktickou činnost nelze žádným vyčerpávajícím způsobem obsáhnout. Záleží totiž individuálně na každé národní sekci, jakou reálnou činnost a aktivity bude pro naplnění cílů IPA vyvíjet. Dalo by se tedy jednoduše říci, že IPA pořádá nejen pro své členy vzdělávací, sportovní, kulturní či společenské aktivity, které mohou napomoci k realizací stanovených cílů (např. ve svém školícím a vzdělávacím středisku na zámku Gimborn v Německu realizuje široký vzdělávací program formou seminářů). Pořádá regionální, národní a mezinárodní vzdělávací setkání svých členů na všech pěti kontinentech. Poskytuje stipendia svým členům pro doplnění dalšího odborného vzdělávání a vzdělávacích cest. Pořádá týdny přátelství, sportovní soutěže a jubilea s kulturním a sociálním pozadím. Jedinečnou příležitostí k získání nových zkušeností jsou mezinárodní programy výměny mládeže, poznávání policejních zařízení doma i v zahraničí, výměna zkušeností s profesními kolegy. Jak bylo již uvedeno výše, činnost IPA na rozdíl od Interpolu a Europolu není zaměřena na mezinárodní policejní spolupráci, která by souvisela s plněním úkolů a povinností upravených a stanovených pro činnost jednotlivých policejních sborů členských států právními či jinými předpisy. Přesto jsou její postavení a význam na poli mezinárodní spolupráce vskutku nepostradatelné, a to zejména z hlediska prohlubování vzájemného porozumění a tolerance mezi jednotlivými národy a kulturami.

## Organizační struktura
Organizační struktura je upravena Mezinárodními stanovami a mezinárodní směrnicí, které byly přijaty na 12. celosvětovém kongresu IPA 8. srpna 1988 v Rotterdamu v Nizozemsku.
Nejvyšším orgánem asociace je její Mezinárodní výkonná rada – MVR, která odpovídá za její činnost. Každý členský stát IPA je v ní zastoupen jedním členem. Schází se jednou za tři roky na mezinárodních kongresech IPA a mezi kongresy jednou ročně na své konferenci.
Dalším orgánem je Rada starších, která je tvořena prezidenty IPA pěti nejstarších národních sekcí (Velká Británie, Nizozemsko, Belgie, Francie a Norsko). Rada se schází operativně v případě posouzení vyloučení národní sekce, vytvoření krizového výboru a změny stanov.
Za každodenní činnost IPA a realizaci rozhodnutí MVR odpovídá Stálý výkonný výbor, volený na tři roky právě MVR. Výbor se schází minimálně 1x za rok za účelem posuzování otázek týkajících se činnosti a řízení IPA. Členem Stálého výkonného výboru je mimo jiné mezinárodní prezident, který výboru předsedá a je také osobou, která IPA zastupuje navenek. IPA taktéž vytvořila na podporu realizace svých cílů pět stálých komisí, které jsou nápomocny Stálému výkonnému výboru. Jedná se o Mezinárodní profesionální komisi, kulturní komisi, sociální komisi, komisi pro záležitosti OSN a komisi pro vnitřní záležitosti. Komise se scházejí dle potřeby, minimálně však jedenkrát ročně.
Základním organizačním článkem IPA jsou její národní sekce v jednotlivých členských státech, které mají povinnost přijmout stanovy a pravidla své činnosti v duchu Mezinárodních stanov a mezinárodní směrnice IPA. Národní sekce mohou být geograficky rozděleny, pokud to je v zájmu členství a řádného řízení. Tyto regionální skupiny nejsou nezávislými orgány a jsou plně podřízeny národní sekci. Pouze národní sekce je partnerem a členem IPA.

## Česká republika a IPA
Česká sekce IPA vznikla na ustavujícím kongresu v Chebu dne 21. března 1992 za přítomnosti prvních devatenácti zástupců. IPA Sekce České republiky má postavení právnické osoby a je řádně registrována Ministerstvem vnitra České republiky. Mezinárodního uznání se Sekci České republiky dostalo na kongresu MVR dne 6. listopadu 1992 v brazilském Rio de Janeiru.
V současné době má IPA Sekce České republiky cca 8 000 registrovaných členů. Sekce České republiky se z důvodu efektivnějšího plnění cílů IPA v souladu se stanovami dále člení na 46 územních skupin v rámci celé České republiky (ke dni 30. září 2012). Územní skupiny IPA působí např. v Brně, Olomouci, Znojmě, Ostravě, Zlíně, Českých Budějovicích, Praze, Chomutově či Ústí nad Labem.
Od listopadu 2011 se mohou stát řádnými členy IPA i strážníci městských a obecních policií v České republice.